# Valmarana (famiglia)

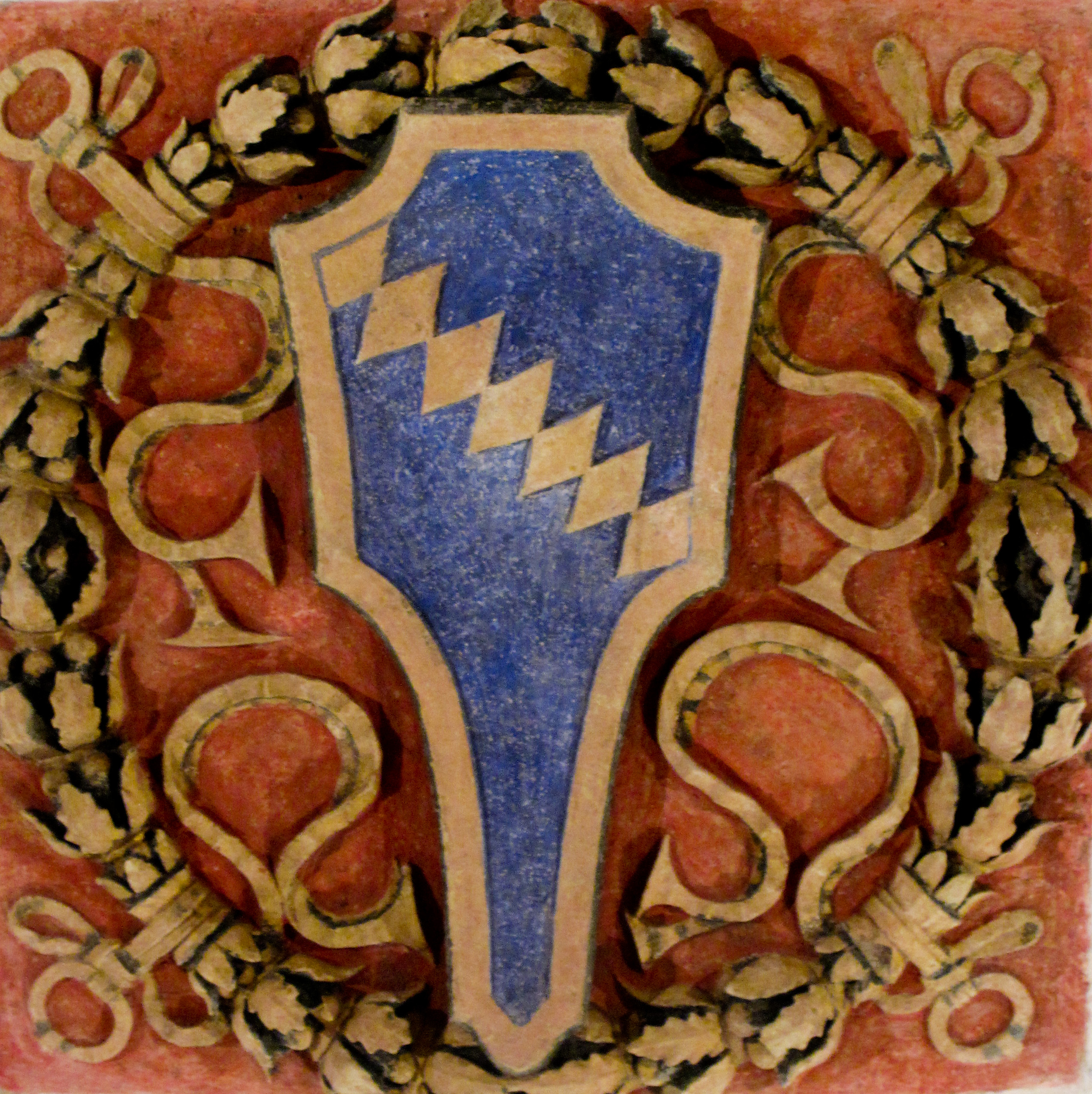
Stemma dei Valmarana sulla Chiesa di Santa Corona di Vicenza

I Valmarana sono una famiglia aristocratica vicentina, ascritta al patriziato veneziano.

## Storia

### Origini
Discendenti, secondo la leggenda, dalla romana gens Maria, presero il nome da Valmarana, piccolo centro dei colli Berici che ebbero in feudo dal vescovo di Vicenza.

### Ascesa

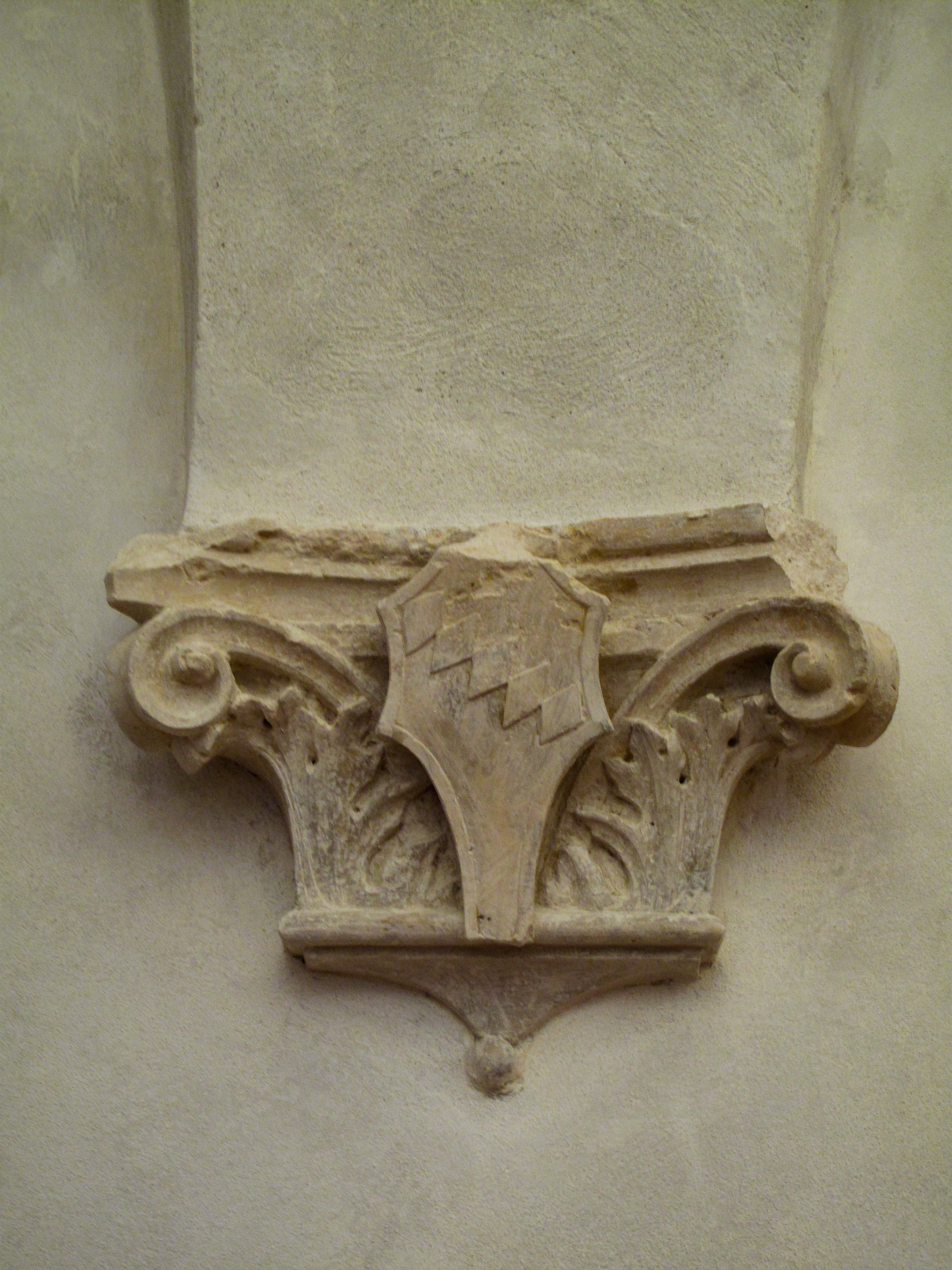
Vicenza - Chiesa di Santa Corona - Stemma della famiglia Valmarana nella cripta

Nel 1031 l'imperatore Corrado II concedeva loro il titolo di conti.
Il 30 aprile 1540, con apposito diploma, furono creati conti palatini di Nogara dall'imperatore Carlo V.

### Patrizi veneti

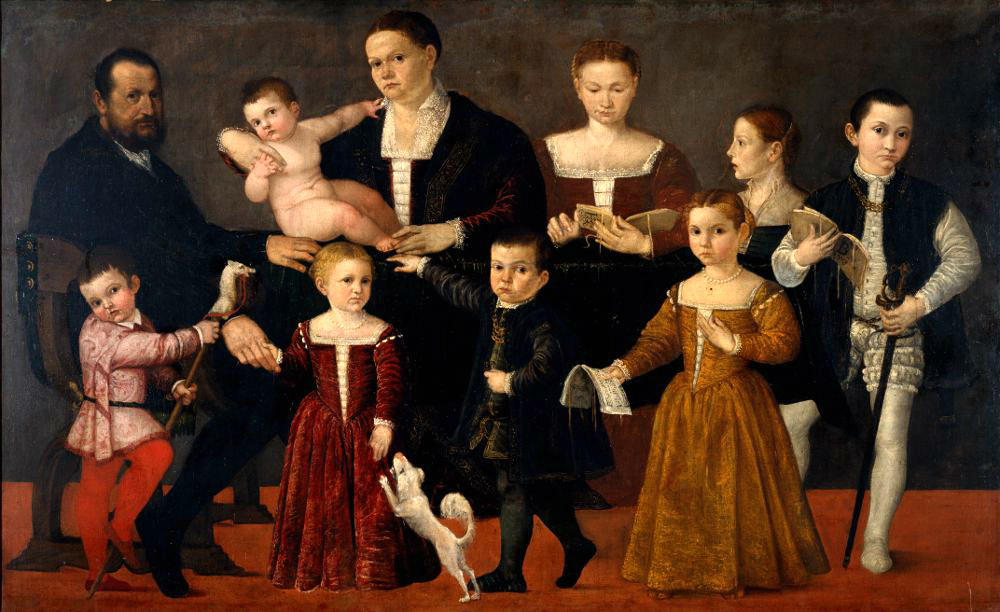
Giovanni Antonio Fasolo, Ritratto della famiglia Valmarana (sec. XVI), Villa Valmarana ai Nani, Vicenza.

Il titolo comitale fu riconosciuto anche dal governo veneziano. Nel 1658 il ramo rappresentato dai fratelli Triffone, Stefano e Benedetto Valmarana fu aggregato al patriziato veneziano dietro il pagamento centomila ducati da impiegare nella guerra di Candia. Un'altra linea, pur non essendo stata assunta nell'aristocrazia veneziana, continuò a sedere nel Consiglio nobile di Vicenza.

### Conti di Valmarana

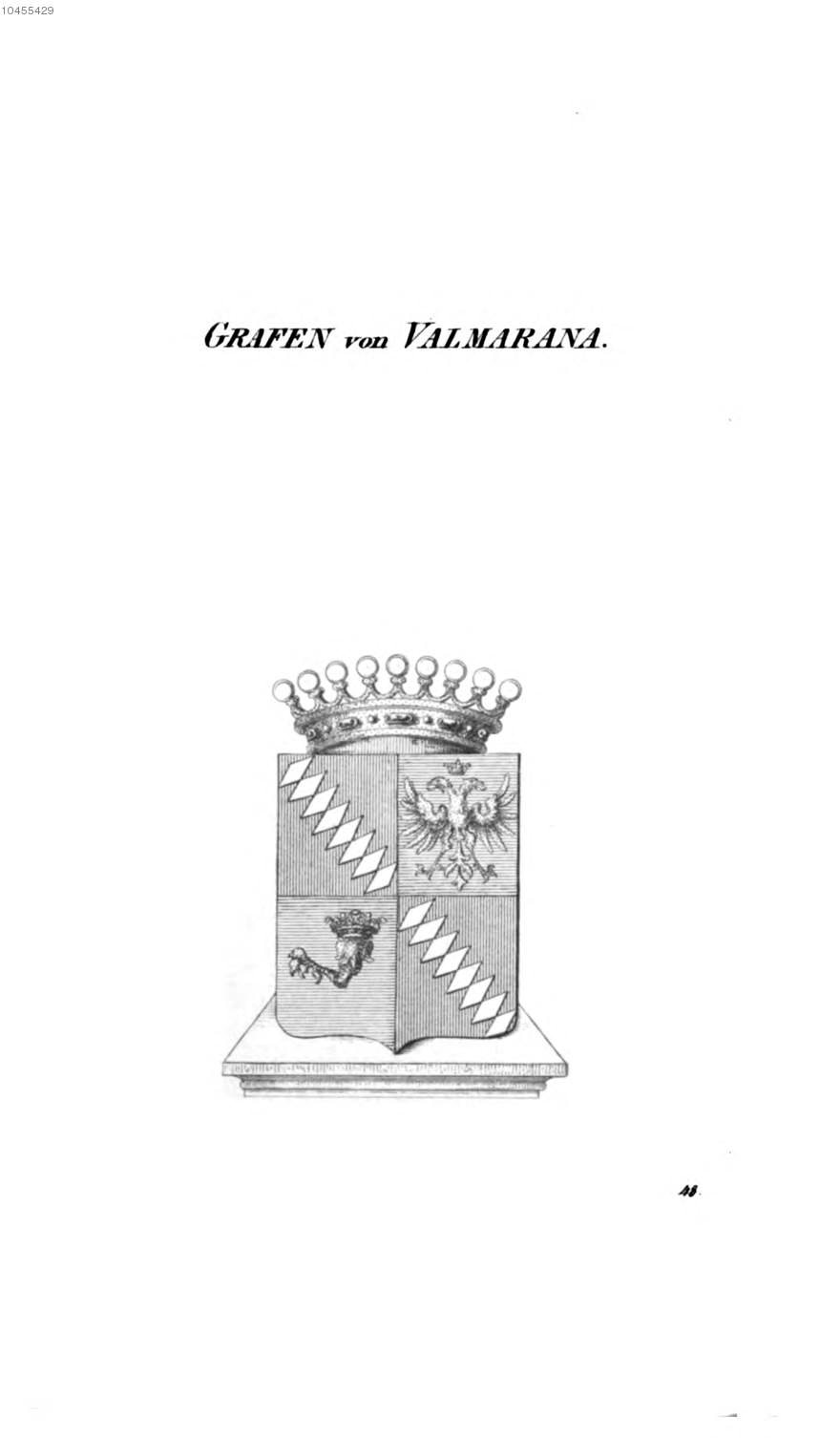
Stemma dei Conti di Valmarana

Sotto il Regno Lombardo-Veneto entrambi i rami ricevettero il riconoscimento della nobiltà e del rango comitale dall'Impero d'Austria (SS. RR. 18 dicembre 1817, 28 agosto 1819, 11 marzo 1820 e 13 maggio 1825).

## Membri illustri
- Giovanni Francesco Valmarana, morto nel 1566, nominato da Carlo V conte palatino, fratello di Giovanni Alvise Valmarana marito di Isabella Nogarola e padre di Leonardo Valmarana marito di Isabetta Da Porto. Commissionò ad Andrea Palladio la villa Valmarana (Lisiera) che fu terminata da suo nipote Leonardo tra il 1579-1591.
- Leonardo Valmarana, (1550-1612) Principe dell’Accademia Olimpica, portò a termine la realizzazione del Teatro Olimpico. Si fece ritrarre al suo interno in una statua con gli attributi imperiali. Commissionò a Palladio la cappella Valmarana in Santa Corona.
- Lodovico Valmarana (1926-2018), conte di Valmarana e di Nogara, fratello di Mario Valmarana professore di architettura presso l'Università della Virginia. Attuale proprietario di Villa Almerico Capra detta La Rotonda.
- Giustino Valmarana (1898-1977), politico democristiano e membro dell'Assemblea Costituente.

## Luoghi e architetture
Palazzi

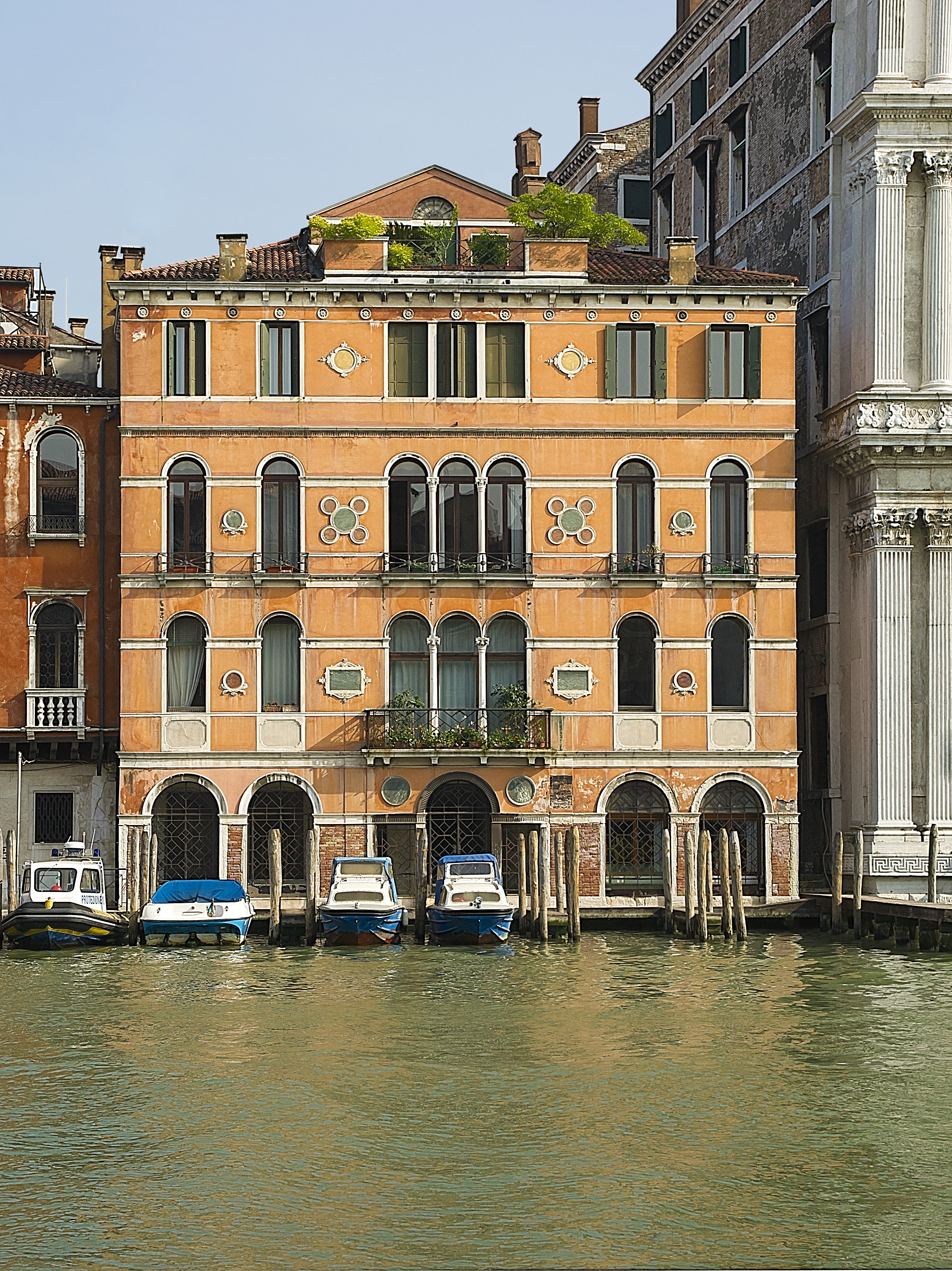
Palazzo Corner Valmarana, a San Marco, Venezia

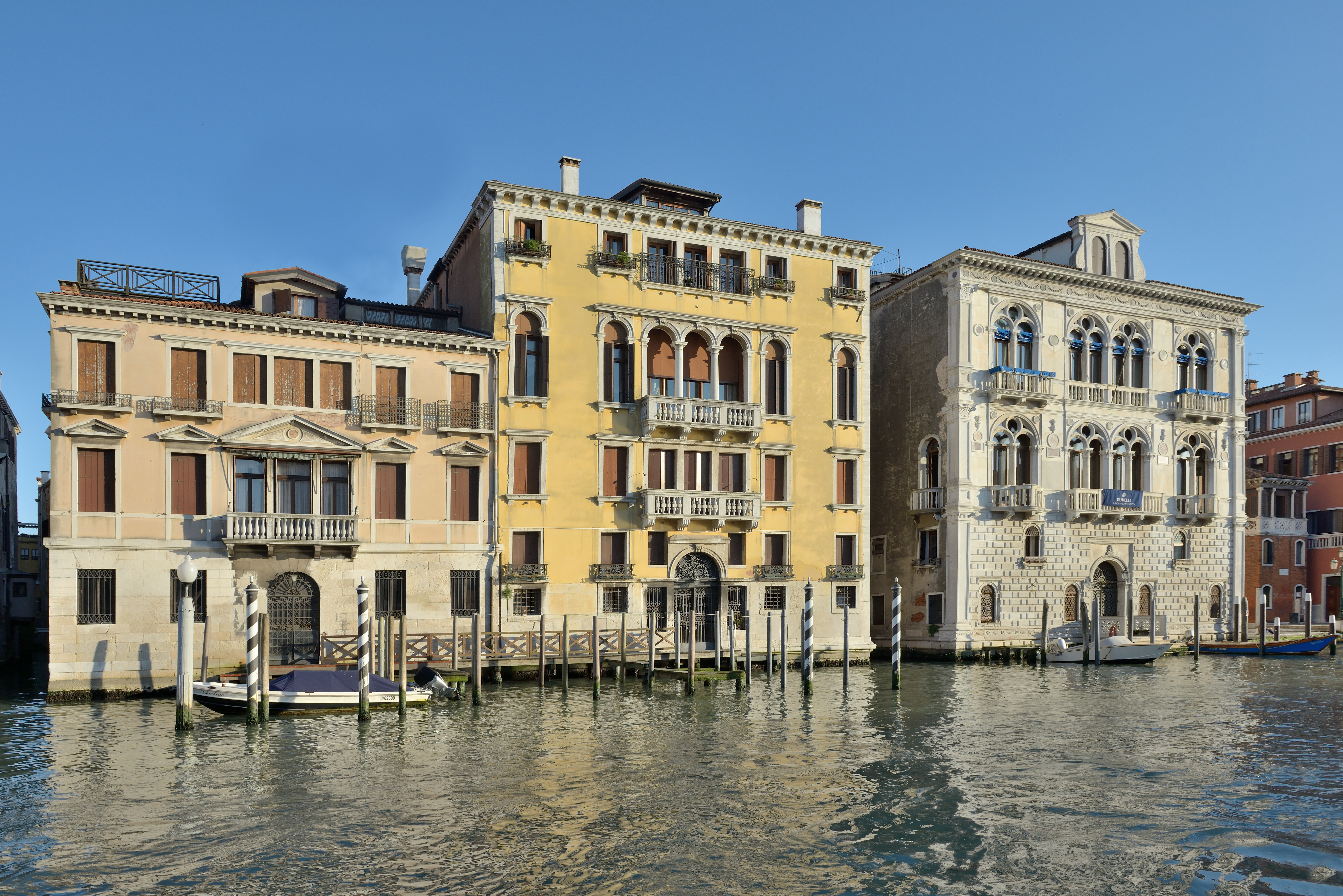
Palazzo Curti Valmarana, a San Marco, Venezia

- Palazzo Valmarana, a Vicenza, progettato da Andrea Palladio
- Palazzo Smith Mangilli Valmarana, a Cannaregio, Venezia
- Palazzo Corner Valmarana, a San Marco, Venezia
- Palazzo Curti Valmarana, a San Marco, Venezia

Ville

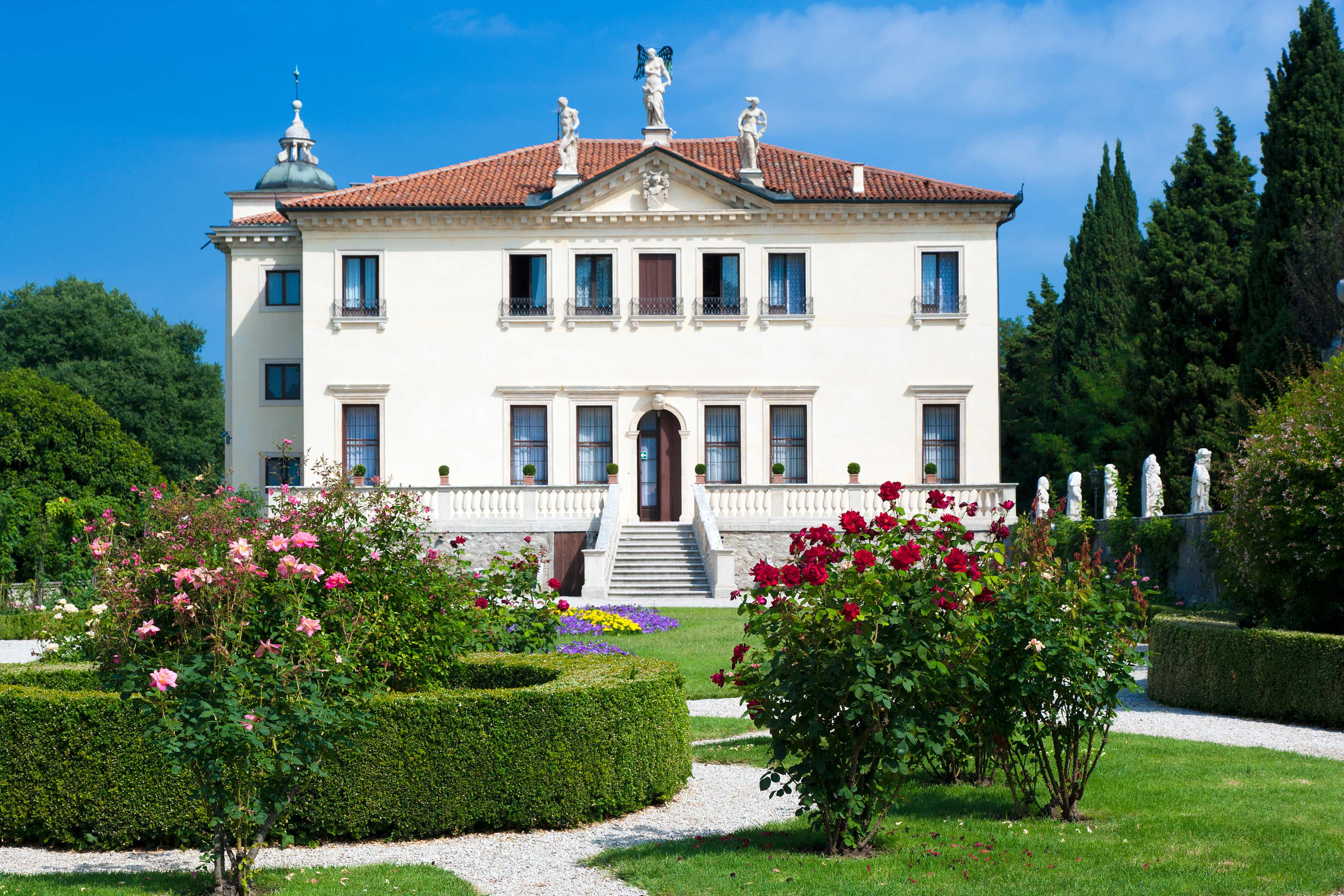
Villa Valmarana "Ai Nani", a Vicenza

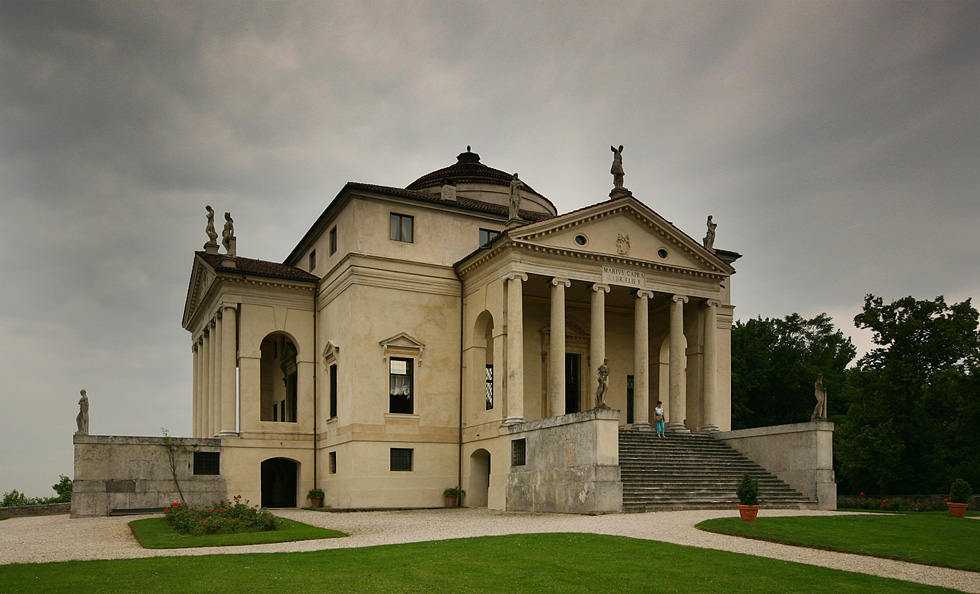
Villa Almerico Capra, detta "La Rotonda", a Vicenza

- Villa Almerico Capra, detta "La Rotonda", e in passato chiamata anche Villa Valmarana, a Vicenza, progettata da Andrea Palladio
- Villa Valmarana "Ai Nani", a Vicenza
- Villa Valmarana, a Lisiera di Bolzano Vicentino (Vicenza), progettata da Andrea Palladio
- Villa Valmarana, a Vigardolo di Monticello Conte Otto (Vicenza), progettata da Andrea Palladio
- Villa Valmarana Morosini, ad Altavilla Vicentina (Vicenza), progettata da Francesco Muttoni
- Villa Valmarana, a Saonara (Padova), con giardino progettato da Giuseppe Jappelli nel 1817
- Barchesse di Villa Valmarana, a Mira (Venezia)

Altro
- Cappella Valmarana, nella chiesa di Santa Corona, a Vicenza, progettata da Andrea Palladio